# 2021年の航空
2021年の航空（2021ねんのこうくう）では、2021年（令和3年）に起こった航空関係の出来事をまとめる。
2020年の航空 - 2021年の航空 - 2022年の航空

## 出来事

### 1月
- 9日 - インドネシアでスリウィジャヤ航空182便が離陸直後に墜落し、乗員乗客62人全員が死亡[1]。（スリウィジャヤ航空182便墜落事故を参照）
- 14日 - 韓国のイースター航空が会社更生手続きを裁判所に申請[2]。
- 25日 - ブラジルでサッカーチームのパルマスFRの関係者が乗った小型機が墜落[3]。（en:2021 Palmas FR plane crashを参照）
- 27日 - 欧州航空安全局がボーイング737MAXの運行停止を解除[4]。
- 29日 - 日本航空2903便（エンブラエル170型機、仙台発）が北海道の新千歳空港に着陸後、視界不良のため滑走路を逸脱[5]。
- 29日 - 中国の海航集団が経営破綻[6]。

### 2月
- 11日 - ナミビア航空破綻[7]。
- 25日 - ボンバルディア CRJの最後の納品が行われ、製造終了[8]。

### 3月
- 10日 - ダッソー ファルコン 6Xが初飛行[9]。

### 4月
- 27日 - アヴェロ・エアラインズ（英語版）がボーイング 737-800の運航開始[10]。

### 5月
- 27日 - アメリカ合衆国の新興航空会社ブリーズ・エアウェイズ（英語版）が商業飛行開始[11]。

### 6月
- 24日 - アイスランドの新興航空会社プレイ（英語版）が開業[12]。
- 29日 - 成都双流国際空港で対応しきれない需要を補強する目的で建設された成都天府国際空港が正式開港[13]。

### 7月
- 2日 - オアフ島沖で、トランスエア810便が不時着水し、操縦士2名がアメリカ沿岸警備隊により、救助[14]。
- 4日 - フィリピン空軍C-130がホロ空港（英語版）付近で墜落（英語版）し、53人が死亡、50人が負傷[15][16]。
- 6日 - ロシア連邦・エリゾヴォ空港発パラナ行のペトロパブロフスク・カムチャツキー航空251便が墜落し、乗員28名全員が死亡[17]。

### 10月
- 10日 - ロシアのタタルスタン共和国で22人乗りのL-410型機が墜落、16人が死亡[18]。
- 19日 - 米国のヒューストン・エグゼクティブ空港（英語版）（テキサス州）でMD-87型機が離陸に失敗し、炎上[19]。

### 12月
- 22日 - アヴィアシェリフ（ロシア語版）（タイガ）がロシア連邦サハリン州ローカル路線であるユジノサハリンスク空港～ポロナイスク（レオニードヴォ）、スミルヌイフ線を新規就航[20]。